# Solare

Mostra de Solare

Solare este un tip de caractere grotesc sans serif realizat de Nikolas Wrobel, un designer grafic din Köln, Germania. A fost publicat la 1 ianuarie 2024 de la turnatoria sa de tipare, Nikolas Type.
Numele Solare derivă din cuvintele italiene pentru „soare” și „energie solară”. Wrobel a urmărit să surprindă frumusețea naturii umane și a emoțiilor prin distilarea formelor complexe în cele mai simple expresii ale lor.
Solare îmbină elemente de design tradiționale și contemporane, rezultând într-o estetică curată și clară, influențată atât de fonturile sans-serif, cât și de cele cu serife.
Lansarea inițială a fontului Solare include peste 748 de glife, cuprinzând litere mari și mici, cifre, semne de punctuație, accente, diacritice, ligaturi și diverse simboluri.
Fontul suportă o gamă largă de limbi europene care folosesc alfabetul latin, precum și limba japoneză. Este versatil, potrivit pentru utilizare în design web, design grafic, logo-uri, cărți electronice și aplicații.
Solare este disponibil pentru descărcare în formatele de fișiere OTF și WOFF și este oferit și ca font variabil. Fiind un software proprietar, este cu sursă închisă și necesită acordul utilizatorilor față de anumite condiții de licențiere a software-ului.